# Killiniq Island
Killiniq Island er en ø i det nordvestlige Canada. Den ligger umiddelbart nord for Labradorhalvøen mellem Ungavabugten og Davisstrædet. Øen er ca. 30 km lang, 11 km bred og har et areal på 269 km². Killiniq Island har været ubeboet siden 1978.
Killiniq Island er delt mellem territoriet Nunavut i midten og på vestsiden af øen, og provinsen Newfoundland og Labrador mod øst, og er speciel ved at grænsen er den eneste landgrænse mellem Nunavut og Newfoundland og Labrador.
Cape Chidley på øen er Newfoundland og Labradors nordligste punkt, men ikke det nordligste punkt på Killiniq Island.
60°22′N 64°37′V / 60.37°N 64.62°V